# Eshmenān Ţālem
Eshmenān Ţālem (persiska: Eshmenānz̧ālem, اشمنان طالم) är en ort i Iran.   Den ligger i provinsen Gilan, i den nordvästra delen av landet, 240 km nordväst om huvudstaden Teheran. Antalet invånare är 848.
Terrängen runt Eshmenān Ţālem är mycket platt, och sluttar norrut. Runt Eshmenān Ţālem är det tätbefolkat, med 636 invånare per kvadratkilometer. Närmaste större samhälle är Rasht, 13,3 km sydväst om Eshmenān Ţālem. Trakten runt Eshmenān Ţālem består till största delen av jordbruksmark.